# Esguard
Esguard es una revista digital generalista de Cataluña (España) para tabletas y teléfonos inteligentes, lanzada el 11 de septiembre de 2012. Se convirtió así en la primera revista en catalán nacida para dispositivos electrónicos, tanto de Apple como Android. De publicación semanal, la revista está editada por Germán Capdevila y cuenta con la colaboración de los columnistas Gemma Aguilera, Najat El Hachmi, Joan-Lluís Lluís, Saül Gordillo, Salvador Macip, Pau Canaleta, Pere Mas, Vicent Partal, Rita Marzoa, Joan Ramon Resina, Quim Torra, Rosa Calafat y Francesc-Marc Álvaro. Toni Aira, Txe Arana, Màrius Serra y Matthew Tree se reparten cada número a la hora de hacer la entrevista central. Con más de 10.000 subscriptores, en 2013 los editores lanzaron Sentits, otra publicación para tabletas dedicada al mundo de la gastronomía y los vinos.